# Nashville Municipal Auditorium
Nashville Municipal Auditorium är en inomhusarena i den amerikanska staden Nashville i delstaten Tennessee. Den har en publikkapacitet på upp till 9 700 åskådare. Inomhusarenan ägs och underhålls av den Metropolitan Government of Nashville & Davidson County, Tennessee. Nashville Municipal Auditorium började byggas 1959 och invigdes den 7 oktober 1962. Den användes som hemmaarena för bland annat Belmont Bruins (2001–2003), Nashville Ice Flyers (1997–1998), Nashville Knights (1989–1996), Nashville Nighthawks (1996–1997) och Nashville South Stars (1981–1983).